# Випитено
Випитено (итал. Vipiteno) или Штерцинг је насеље у Италији у округу Болцано, региону Трентино-Јужни Тирол.
Према процени из 2011. у насељу је живело 5356 становника. Насеље се налази на надморској висини од 946 м.

## Становништво
| 1931. | 1936. | 1951. | 1961. | 1971. | 1981. | 1991. | 2001. | 2011. |
| ----- | ----- | ----- | ----- | ----- | ----- | ----- | ----- | ----- |
| 3.175 | 3.428 | 3.596 | 4.059 | 4.565 | 5.291 | 5.596 | 18    | 6.390 |